# NGC 3380
NGC 3380 este o galaxie spirală situată în constelația Leul Mic. A fost descoperită în 11 aprilie 1785 de către William Herschel. Se află la o distanță de 6,3 megaparseci de Pământ.